# Ніколя Валлар
Ніколя Валлар (фр. Nicolas Vallar, нар. 22 жовтня 1983, Папеете) — таїтянський футболіст, захисник. Виступав за національну збірну Таїті, французький «Сет» та низку таїтянських клубів, зокрема, «Тефана».

## Клубна кар'єра
Народився 22 жовтня 1983 року в місті Папеете. Вихованець футбольної школи французького клубу «Анже».
У дорослому футболі дебютував 2001 року виступами за команду «Монпельє-2», в якій провів два сезони, взявши участь у 36 матчах чемпіонату.
Своєю грою за цю команду привернув увагу представників тренерського штабу клубу «Сет», до складу якого приєднався 2003 року. Відіграв за команду із Сета наступні три сезони своєї ігрової кар'єри.
Протягом 2006—2007 років захищав кольори португальського «Пенафіела».
У 2008—2009 роках грав за реюньйонський «Ексельсіор» (Сен-Жозеф) та нижчолігову французьку команду «Монсо».
2009 року повернувся на Таїті, де виступав п'ять сезонів за «Дрегон», сезон 2014/15 за  «Пірае», два наступні сезони за «Тефана», а завершив кар'єру в сезоні 2017/18 у клубі «Сентрал Спорт».

## Виступи за збірні
2001 року  залучався до складу молодіжної збірної Таїті. На молодіжному рівні зіграв у 3 офіційних матчах, забив 1 гол.
2012 року дебютував в офіційних матчах у складі національної збірної Таїті. Наразі провів у формі головної команди країни 15 матчів, забивши 4 голи та став капітаном національної команди.
У складі збірної був учасником кубка націй ОФК 2012 року, що проходив на Соломонових Островах і на якому таїтянці вперше в історії здобули титул переможця турніру.
Учасник розіграшу Кубка конфедерацій 2013 року, що проходив у Бразилії.

## Титули і досягнення
- Володар Кубка націй ОФК: 2012